# Martin Verkerk
Martin Willem Verkerk (* 31. října 1978, Leiderdorp) je bývalý nizozemský tenista. Jeho maximem na singlovém žebříčku ATP bylo 14. místo (září 2003). Jeho největším úspěchem byl postup do finále Roland Garros v roce 2003, kde poté prohrál se Španělem Juanem Carlosem Ferrerem. Stal se prvním Nizozemcem, který si finále French Open zahrál. Na ostatních grandslamech nepřešel nikdy 2. kolo, a to ani ve čtyřhře. Vyhrál dva turnaje seriálu ATP, Milan Indoor 2003 a Dutch Open 2004. V Davis Cupu odehrál za Nizozemsko 11 utkání, 6 vyhrál, 5 prohrál. Během své kariéry vydělal na turnajích 1,5 milionu dolarů. Kariéru ukončil roku 2008 po vleklých zdravotních problémech. Posléze si založil tenisovou školu v Haagu.